# Pare Còlic
Le Père Còlique fou una joguina del segle xx (fins a finals de la dècada de 1980) que es podia trobar en estancs o drogueries amb les seves recàrregues. Els recanvis d'aquesta joguina, que té una composició química tòxica, ja no es venen a Europa. Le Père la Colique representava un personatge en posició arrupit. Es col·locava una recàrrega al forat de l'anus ja previst per a aquest efecte i després d'encendre-la es desplegava una bobina de material carbònic d'aspecte negre.
Existeix una variant del personatge pare/mare que és un elefant i una versió més recent amb forma de gos, Poopy.